# Pierre-Paul Riquet
Pierre-Paul Riquet, född 29 juni 1609 i Béziers, departementet Hérault, död 1 oktober 1680, var en fransk ingenjör. 
Riquet är berömd som upphovsman till kanalförbindelsen Canal Royal de Languedoc, numera kallad Canal du Midi, i södra Frankrike, som förbinder Atlanten (via Garonnefloden) och Medelhavet. Bygget genomfördes under Ludvig XIV:s regeringstid, med kraftigt stöd av hans minister Jean-Baptiste Colbert.